# PPP Ostregion

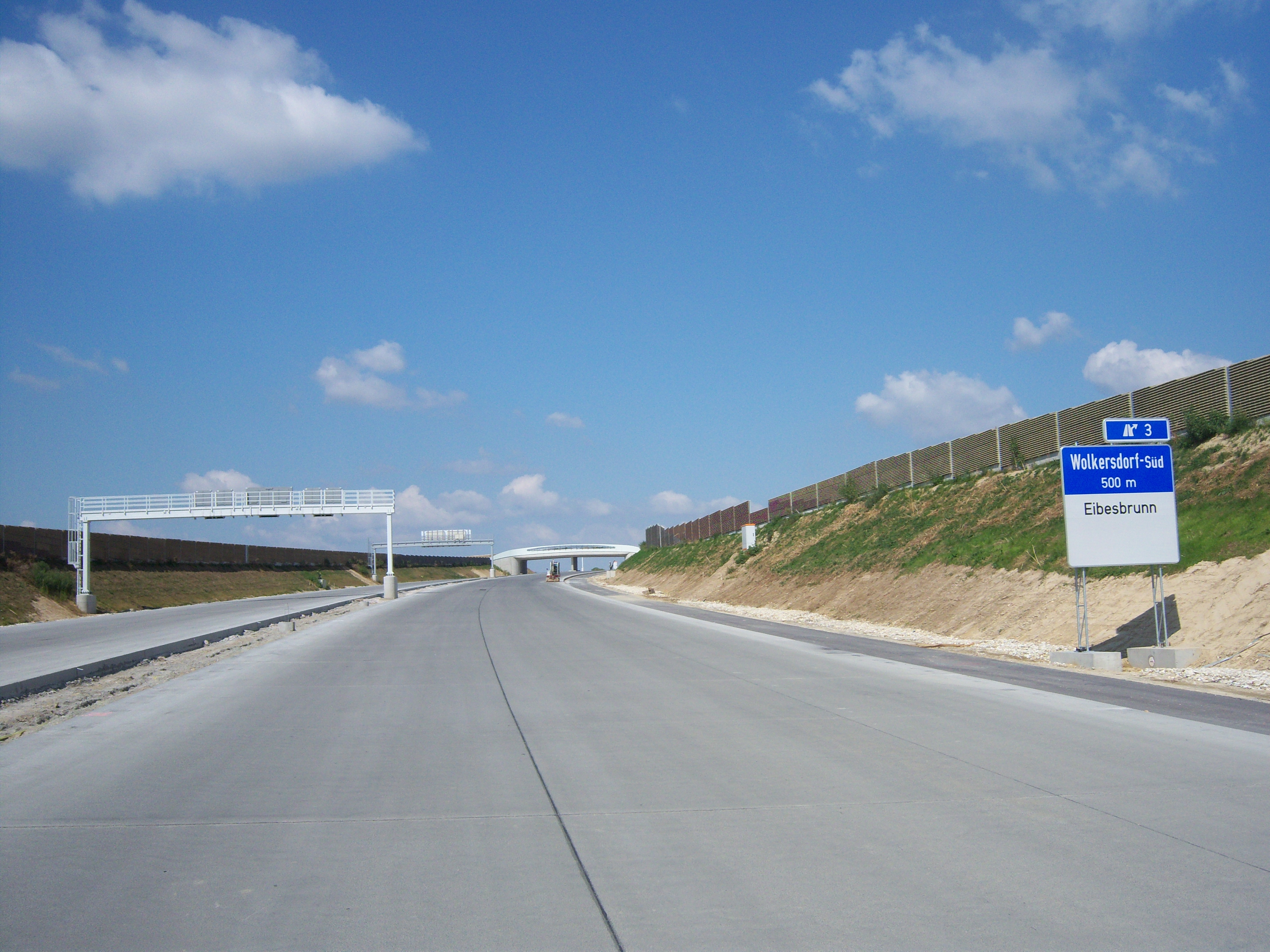
Baufortschritt der A5 Süd bei Wolkersdorf im August 2009

Die PPP Ostregion umfasst alle Projekte der ASFINAG zur Errichtung von Autobahnen und Schnellstraßen im Osten Österreichs, deren Bau durch ein Public-Private-Partnership-Modell finanziert wird. Bei solchen Modellen wird das Straßenprojekt von privaten Unternehmen errichtet und betrieben. Dieses ist auch bis 2039 (30 Jahre) für den Betrieb und die Instandhaltung verantwortlich. Danach geht die Straße in das Eigentum der ASFINAG über. Teile der Mauteinnahmen werden von der ASFINAG nach Verkehrseinkommen an den Betreiber weitergegeben.

## System
Neben dem Bau werden die Firmen rund um den Hauptauftragnehmer auch die Vorfinanzierung und den Autobahnbetrieb für die nächsten drei Jahrzehnte übernehmen. Die Refinanzierung erfolgt über verkehrsabhängige Schattenmautzahlungen für gezählte Fahrzeuge (Lkw, Pkw) je Autobahnabschnitt, sowie über qualitätsabhängige Verfügbarkeitszahlungen. Bei zweiteren entlohnt die ASFINAG den Konzessionär quasi für die „permanente Verfügbarhaltung“ der Autobahnstrecke zu definierten Qualitätsbedingungen.
Zusätzlich wird es Zahlungen der ASFINAG für Bauwerke geben, die nach ihrer Errichtung direkt in das Eigentum von Kommunen und Ländern übergehen, wie zum Beispiel Landes- oder Gemeindestraßen.

## Projekt Y
In Phase 1 wurde zwischen 2007 und 2010 das so genannte Projekt Y errichtet. Der Name symbolisiert die optische Anordnung der Straßenverbindungswege, die ein umgedrehtes Ypsilon bilden. Der Bauauftrag wurde nach einer EU-weiten Ausschreibung an die Bonaventura Straßenerrichtungs-GmbH, einem Konsortium um die Unternehmen Alpine, Hochtief und Egis Projects, erteilt.
Das Projekt inkludiert 51 Autobahnkilometer und umfasst folgende Streckenabschnitte:
- S2 Umfahrung Süßenbrunn: Neubau der S2 Wiener Nordrand Schnellstraße von der Anschlussstelle Hermann-Gebauer-Straße bis zur Anschlussstelle Süßenbrunn. Eröffnung: 31. Oktober 2009
- S1 Ost: Neubau der S1 Wiener Außenring Schnellstraße von der Anschlussstelle Süßenbrunn bis zum Knoten Eibesbrunn. Eröffnung: 31. Oktober 2009
- S1 West: Neubau der S1 Wiener Außenring Schnellstraße vom Knoten Eibesbrunn bis zum Knoten Korneuburg. Eröffnung: 31. Jänner 2010
- A5 Süd: Neubau der A5 Nord Autobahn vom Knoten Eibesbrunn bis zur Anschlussstelle Schrick. Eröffnung: 31. Jänner 2010